# Методика исследования самоотношения
Методика исследования самоотношения (МИС) — личностный опросник, разработанный в 1989 году С. Р. Пантилеевым. Используется в таких практических сферах психологии, как консультирование, психотерапия, а также индивидуальная и групповая коррекция, так как они имеют наиболее тесное отношение к воздействию на самооценку клиента или пациента.

## История
В ряде исследований 1979—1980 гг. было показано, что возникает проблема обоснования универсальных фиксированных измерений в связи с тем, что индивидуальные параметры оценок и самооценок у различных людей могут быть слишком сильно отличны друг от друга. В связи с этим в 1983 году В. В. Столиным была предложена концепция, предполагающая понимание самоотношения в контексте представлений о смысле «Я», и было проведено эмпирическое исследование, направленное на реконструкцию пространства самоотношения методами факторного анализа.

## Характеристика методики
Методика состоит из 110 утверждений, которые соответствуют 9 шкалам опросника. Используются два варианта ответов — «согласен» и «не согласен».

### Основные шкалы МИС
Диапазоны — от 1 до 4 (отрицательный полюс) и от 7 до 10 (положительный полюс); 5, 6 — незначимы.
| Номер шкалы | Название шкалы           | Положительный полюс | Отрицательный полюс |
| ----------- | ------------------------ | --- | --- |
| 1.          | Открытость-закрытость    | Внутренняя честность, открытость с самим собой | Выраженная мотивация социального одобрения, нежелание раскрываться и выдавать значимую информацию о себе                                                    |
| 2.          | Самоуверенность          | Самоуверенность, высокое самоотношение, ощущение силы своего «Я» | Неудовлетворенность своими возможностями, ощущение слабости, сомнение в способности вызывать уважение                                                       |
| 3.          | Саморуководство          | Переживание собственного «Я» как внутреннего стержня, интегрирующего и организующего его личность, деятельность и общение, ощущение чувства обоснованности и последовательности своих внутренних побуждений и целей, а также уверенность в контроле над собственными мыслями и чувствами (интернальный тип контроля) | Вера в зависимость собственного"Я" от внешних обстоятельств, наличие плохой саморегуляции (экстернальный тип контроля)                                      |
| 4.          | Отражённое самоотношение | Вера, что характер, деятельность человека вызывают у других уважение, симпатию, одобрение | Вера, что характер, деятельность человека вызывают у других антипатию, неуважение, неодобрение                                                              |
| 5.          | Самоценность             | Ощущение ценности собственной личности и возможную ценность «Я» для других | Ощущение отсутствия ценности собственной личности, недооценка своего «Я», потеря интереса к своему внутреннему миру, отсутствие внутренней опоры на чувства |
| 6.          | Самопринятие             | Полное принятие себя, одобрение собственных поступков, поведения, реакций, согласие с «Я» | Недостаток самопринятия, важный показатель дезадаптации |
| 7.          | Самопривязанность        | Нежелание менять собственное состояние и самого себя, самодостаточность, полное приятие себя | Сильные желания измениться, поменять себя, неудовлетворенность собой, переживания из-за недосягаемости идеального образа «Я»                                |
| 8.          | Внутренняя конфликтность | Наличие внутренних конфликтов, несогласия с собой. Наблюдается чрезмерная рефлексия, самокопание, противоречивость «Я» | Отрицание проблем, закрытость с самим собой, самодовольство, единство границ «Я»                                                                            |
| 9.          | Самообвинение            | Высокий уровень самообвинения, укоры в свой адрес из-за всех промахов, малейших недостатков | Отсутствие негативных эмоций в свой адрес, способность воспринять свои просчеты адекватно                                                                   |

### Вторичные факторы самоотношения
Независимые факторы были получены посредством факторизации матрицы интеркорреляций шкал.
1. Самоуважение: включает в себя такие шкалы, как социальную желательность «Я» (1), самоуверенность (2), саморуководство (3) и отраженное самоотношение (4).
2. Аутосимпатия: включает в себя такие шкалы, как самоценность (5), самопринятие (6) и самопривязанность (7).
3. Самоуничижение: включает в себя такие шкалы, как внутреннюю конфликтность (8) и самообвинение (9).

## Надёжность и критика
МИС была стандартизирована на выборке 260 испытуемых. Имеются данные об удовлетворительной ретестовой надежности (интервал рестеста 7-10 дней, коэффициенты от 0,57 до 0,90 по отдельным шкалам). В связи с отсутствием контрольных шкал и прямой формой большинства вопросов данная методика редко используется в экспертных ситуациях.